# Selenops arikok
Selenops arikok is een spinnensoort uit de familie Selenopidae. De wetenschappelijke naam werd gepubliceerd in 2011 door Sarah C. Crews.

## Verspreiding
De spin komt voor op Aruba en Bonaire.

## Beschrijving
Het vrouwelijke holotype is 7,23 mm.

## Etymologie
De soortaanduiding arikok verwijst naar de plaats van zijn ontdekking, Nationaal park Arikok.